# Balkova Lhota
Balkova Lhota es una localidad del distrito de Tábor en la región de Bohemia Meridional, República Checa, con una población estimada a principio del año 2018 de 126 habitantes. 
Se encuentra ubicada al noreste de la región, a poca distancia al sur de Praga, al este del río Moldava —el principal afluente del río Elba— y cerca de la frontera con las regiones de Vysočina y Bohemia Central.